# شاطئ العنف (فلم)
شاطئ العنف هو فيلم مصري عرض عام 1975، بطولة فريد شوقي وناهد شريف وسمير صبري، ومن إخراج تيسير عبود.

## قصة الفيلم
يدير رستم بك شئون مراكب النقل التي يملكها هو وأخيه الراحل، ويطالب حسن بنصيبه في هذه المراكب، إلا أن العم يرفض إعطائه نصيبه حتى لا يتجزأ الأسطول، لكنه يصمم على استرداد حق أبيه ونصيبه في تلك الشركة، وفي رحلة بحثه عن حقه يكتشف مدى تلاعب توفيق في أمور هذه الشركة ويحاول أن يلفت نظر العم، إلا أنه لا يستطيع تصديقه.

## طاقم التمثيل
- فريد شوقي: (رستم)
- ناهد شريف: (داليا)
- سمير صبري: (حسن)
- أمينة رزق: (والدة حسن)
- توفيق الدقن: (توفيق)
- يوسف فخر الدين: (رشدي)
- عزة كمال: (ليلى)
- محمد حمدي: (برعي)
- إبراهيم قدري
- مدحت جمال: (حسن - طفل)
- دينا عبد الله: (داليا - طفلة)
- هالة الصافي: (راقصة)
- حمدي الشريف
- أميرة: (راقصة)
- هشام العشري: (طفل)
- صافيناز محروس عامر: (طفلة)
- لويس يوسف

## فريق العمل
- إخراج: تيسير عبود
- قصة: فيصل ندا
- سيناريو وحوار: فيصل ندا، جمال عمار
- مدير التصوير: علي خير الله
- مونتاج: عبد العزيز فخري
- إنتاج: غادة فيلم
- توزيع: غادة فيلم